# ラ・トゥールランドリー
ラ・トゥールランドリー （La Tourlandry）は、フランス、ペイ・ド・ラ・ロワール地域圏、メーヌ＝エ＝ロワール県のかつて存在したコミューン。

## 地理
モージュ地方に属するアンジューのコミューンである。県で最も標高が高い。ヴェザンの北西に位置している · 。

## 歴史
2014年、自治体間連合レジオン・ド・シュミエに加盟するコミューン全てが合併する案が浮上した。2015年7月2日、自治体間連合に加盟する全てのコミューン議会でコミューン・ヌーヴェル（fr、サルコジ政権時代に成立したフランス国家領土改革法によって、合併して誕生したコミューンの名称）創設の合否を採決、2015年12月15日に新たにシュミエ＝アン＝アンジューが誕生することになった。

## 人口統計
| 1962年 | 1968年 | 1975年 | 1982年 | 1990年 | 1999年 | 2006年 | 2012年 |
| ------ | ------ | ------ | ------ | ------ | ------ | ------ | ------ |
| 930    | 931    | 951    | 1112   | 1206   | 1198   | 1214   | 1311   |

source=1999年までLdh/EHESS/Cassini、2004年以降INSEE